# Tarsouat
Tarsouat är en ort i Marocko.   Den ligger i provinsen Tiznit och regionen Souss-Massa, 500 km söder om huvudstaden Rabat.